# رضا جباري
رضا جباري (بالفارسية: رضا جباری) هو لاعب كرة قدم إيراني في مركز الوسط، ولد في 28 أغسطس 1970 في طهران في إيران. شارك مع منتخب إيران لكرة القدم. أما مع النوادي، فقد لعب مع نادي أبو مسلم خراسان ونادي برسبوليس ونادي بهمن كرج ونادي تراكتور سازي ونادي ستيل آذين.

## وصلات خارجية
- رضا جباري على موقع قاعدة بيانات كرة القدم.إي يو (الإنجليزية)
- رضا جباري على موقع ناشيونال فوتبول تيمز (الإنجليزية)